# AlmaLinux
AlmaLinux é uma distribuição Linux gratuita e de código aberto, criada originalmente pela CloudLinux com objetivo de fornecer um sistema operacional corporativo para produção suportado pela comunidade e bináriamente compatível com Red Hat Enterprise Linux (RHEL). A primeira versão estável do AlmaLinux foi publicada em 30 de março de 2021.

## História
Em 8 de dezembro de 2020, a Red Hat anunciou que o desenvolvimento do CentOS Linux, uma bifurcação do Red Hat Enterprise Linux (RHEL), seria descontinuado e seu suporte oficial seria interrompido para se concentrar no CentOS Stream, uma edição de lançamento contínuo do CentOS, usada oficialmente pela Red Hat para decidir o que deve ser incluído nas atualizações do RHEL.
Em resposta, a CloudLinux - que mantém sua própria distribuição linux comercial, o CloudLinux OS, criou o AlmaLinux para fornecer um sucessor espiritual apoiado pela comunidade para o CentOS Linux, visando ter compatibilidade binária com a versão atual do RHEL. Uma versão beta do AlmaLinux foi lançada pela primeira vez em 1 de fevereiro de 2021, e a primeira versão estável do AlmaLinux foi publicada em 30 de março de 2021. AlmaLinux 8.x terá suporte até 2029. Em 30 de março de 2021, a AlmaLinux OS Foundation foi criada para assumir o desenvolvimento e governança do AlmaLinux da CloudLinux, que prometeu 1 milhão de dólares em financiamento anual para o projeto.
O nome da distribuição vem da palavra espanhola "alma", escolhida para ser uma homenagem à comunidade Linux.